# Vuelo 66 de Flying Tiger Line
El 19 de febrero de 1989, un Boeing 747-249F propiedad de FedEx que operaba como el vuelo 66 de Flying Tiger, estaba realizando un vuelo internacional de carga entre Singapur y Kuala Lumpur, Malasia. El avión impactó contra el terreno a unas 12 millas del aeropuerto, provocando la muerte de sus cuatro tripulantes.

## Accidente

El avión accidentado fotografiado en la década de 1980.

El avión tenía asignada una aproximación por baliza no direccional (NDB) a la pista 33 del aeropuerto Sultán Abdul Aziz Shah, Kuala Lumpur, tras haber efectuado un vuelo de 30 minutos desde el aeropuerto de Singapur Changi. En descenso, el vuelo fue autorizado a "Kayell" con el código morse "KL" que contaba con cuatro posiciones distintas dentro del espacio de control aéreo malayo aunque contase con diferentes frecuencias. Dos radiofaros próximos tenían el nombre "KL" además de ser la abreviación del VOR (Kuala Lumpur se abrevia como "KL") y el aeropuerto era llamado a menudo como "KL" por el control aéreo local (en lugar del nombre completo "Kuala Lumpur").  La tripulación no estaba segura de a qué punto habían sido remitidos, y la grabadora de voz reveló que la tripulación discutió sobre qué radios debían ser configuradas y a qué frecuencias y qué aproximación estaban llevando a cabo. (Incluso en los últimos momentos del vuelo, el capitán hizo referencia a la aproximación ILS a la pista 33 que se había mostrado como inoperativo en el resumen del vuelo y en el ATIS, además de que el controlador de tráfico aéreo había mencionado a la tripulación que la aproximación ILS no estaba disponible.)
El Control de Tráfico Aéreo, ordenó al vuelo "Tiger 66, descenso 2.400 pies.  Autorizado a aproximación NDB a la pista 33."  El capitán del Tiger 66, que escucho "descenso a 400" colación con, "Okay, 400" (que significaba 400 pies sobre el nivel del mar, que era 2.000 pies más bajo de lo indicado). La llamada correcta de radio del ATC, en lugar de "descenso dos cuatro cero cero", debería haber sido "descender y mantener dos mil cuatrocientos pies". El capitán colacionó "okay, cuatro cero cero" cuando la colación correcta debería haber sido "Recibido, descender y mantener 400 pies". La grabadora de voz en cabina también reveló varios errores de comunicación entre los miembros de la tripulación antes del error de comunicación mencionado anteriormente y la conducta del capitán, que no era el piloto a los mandos en esta etapa en concreto.
Se recibieron varias alertas claras dadas por el Sistema de advertencia de proximidad al suelo que fueron todas ellas ignoradas por todos los miembros de la tripulación, y el avión impactó contra una colina de unos 437 pies sobre el nivel del mar, matando a las cuatro personas a bordo, dos pilotos, un ingeniero de vuelo y un técnico de mantenimiento. El incendio consiguiente estuvo activo durante dos días.
El copiloto se había quejado de carecer de una carta de aproximación a la vista y que desconocía la aproximación. Desde la perspectiva de los pilotos, esto por sí solo podría considerarse como la causa del accidente ya que la carta de aproximación proporcionan los cursos y las altitudes mínimas necesarias para efectuar la aproximación sin impactar contra el terreno. La carta hubiese indicado la altitud mínima de 2.400 pies, evitando el accidente. Realizar una aproximación sin relacionarla con la carta de aproximación es una negligencia grave.
Además, el copiloto, que era el piloto a los mandos en ese momento, expresó su malestar sobre tener que realizar la aproximación NDB e indicó su preferencia por la aproximación ILS a la pista 15. Sin embargo, no insistió lo suficiente y no se tomaron nuevas acciones. El capitán rechazó sus quejas diciendo que estaba familiarizado con el aeropuerto y sus aproximaciones. 
El segundo oficial tenía 70 años de edad y necesitaba usar una lupa para leer los documentos. Un factor contribuyente al accidente fue el uso de fraseología no acorde a la fraseología OACI tanto por parte del control de tráfico aéreo de Kuala Lumpur como del capitán del avión. Esta comunicación errónea contribuyó a que la tripulación malinterpretase las instrucciones dadas. Sin embargo, este accidente con un vuelo controlado contra el terreno es el resultado último de un fallo por parte de la tripulación al no adherirse al procedimiento de aproximación por instrumentos, un mal manejo del conflicto por parte de la tripulación y el escaso conocimiento de la situación en que se encontraban.
Este accidente provocó la creación de la maniobra de frustrada del Sistema de advertencia de proximidad al suelo que todas las aerolíneas utilizan hoy en día. También se hizo hincapié en la necesidad de aumentar la sensibilización y formación sobre las técnicas de gestión de conflictos de la tripulación y los procedimientos de operación estándar. Este accidente es utilizado como 'lo que no hay que hacer' por parte de las escuelas de vuelo como FlightSafety International. El video producido por la FAA utiliza la transcripción original de la grabadora de voz de cabina para el estudio de los eventos y como implementar las técnicas actuales.